# نشریه آرولک
نشریهٔ آرولک (به فارسی: شرق)، نشریه‌ای است به زبان ارمنی که از سال ۱۹۴۵ تا ۱۹۴۶ در تبریز منتشر می‌شد.